# Nati nel 1053
| Questa pagina contiene informazioni ricavate automaticamente dalle voci biografiche con l'ausilio del template Bio e di un bot. L'aggiornamento è periodico e automatico e ricostruisce completamente la pagina. Se manca una persona in questa lista, sei pregato di non aggiungerla, ma accertati piuttosto che la sua voce biografica contenga il template Bio e che i dati anagrafici siano correttamente compilati. Se il template Bio manca, inseriscilo tu stesso o, in alternativa, metti l'avviso {{tmp\|Bio}} che ne segnala la mancanza. Se i dati riportati sono sbagliati, correggi direttamente la voce biografica; le modifiche saranno visibili in questa lista entro pochi giorni. Per chiarimenti vedi il progetto biografie. La lista contiene solo le 7 persone che sono citate nell'enciclopedia e per le quali è stato implementato correttamente il template Bio. Pagina aggiornata al 18 apr 2025. |

- 26 maggio - Vladimir II di Kiev, sovrano († 1125)
- 7 luglio - Shirakawa, imperatore giapponese († 1129)
- Iorwerth ap Bleddyn, principe († 1111)
- Toba Sōjō, artista giapponese († 1140)
- Salomone d'Ungheria, re ungherese († 1087)
- Terken Khatun, principessa turca († 1094)
- Ugo di Grenoble, vescovo cattolico e santo francese († 1132)